# Jeremy Hotz
Pour les articles homonymes, voir Hotz.
Jeremy Hotz est un acteur et humoriste canadien, né le 31 mai 1963.

## Filmographie

### Comme acteur
- 1995 : Married Life (série TV) : Writer
- 1996 : The Newsroom (série TV) : Jeremy
- 1997 : Speed 2 : Cap sur le danger (Speed 2: Cruise Control) : Ashton
- 1999 : Mon martien favori (My Favorite Martian) : Billy
- 2000 : Comedy Central Presents: Jeremy Hotz (TV)
- 2002 : Escape from the Newsroom (en) (TV) : Jeremy

### Comme scénariste
- 2000 : Quads!
- 2001 : The Jon Stewart Show (en)